# Shannon Lucid
Shannon Matilda Wells Lucid coneguda com a Shannon Lucid (Xangai, Xina, 14 de gener de 1943) és una bioquímica i astronauta estatunidenca actualment retirada de la NASA. Ha volat a l'espai cinc vegades, inclosa una missió prolongada a bord de l'estació espacial Mir, el 1996, sent l'única dona nord-americana que ha servit a bord del l'estació espacial Mir.

## Biografia
Shannon Lucid va néixer a Xangai, a la Xina, durant una missió dels seus pares, Oscar i Myrtle Wells, que eren missioners baptistes, però va créixer a Bethany, Oklahoma, i es va graduar per la Bethany High School el 1960. Va assistir a la Universitat d'Oklahoma, on va obtenir la seva llicenciatura en química el 1963, i va treballar com a assistent d'ensenyament en el Departament de Química d'aquesta universitat entre 1963 i 1964. Entre 1964 i 1966 va exercir de tècnica superior de laboratori a la Fundació d'Investigació Mèdica d'Oklahoma, de 1964 a 1966. També va treballar com a química a la companyia Kerr-McGee, a Oklahoma City, entre 1966 i 1968. Es va graduar en medicina el 1970 i en bioquímica a 1973. Posteriorment va esdevenir assistent del Departament de Bioquímica i Biologia Molecular del Centre de Ciències de la Salut de la Universitat d'Oklahoma des de 1969 fins a 1973 i com a investigadora associada de l'Oklahoma Medical Research Foundation des de 1974 fins a la seva selecció per al programa de capacitació per als estudiants que s'estan capacitant com astronautes.
Es va convertir en una de les sis dones seleccionades per la NASA el 1978 per a un pla d'entrenament d'astronautes. Ha volat en les missions del transbordador el 1985, 1989, 1991 i 1993. A la cinquena missió, el 1996, baté la marca nord-americana -de tots dos sexes- i mundial -femenina- d'estada a l'espai, amb 188 dies. A l'estació Mir, on s'estigué aquest temps, romangué en un mòdul separat de la tripulació masculina.

## Carrera a la NASA
El 1978 la NASA va promocionar a diverses candidates en resposta a les noves lleis antidiscriminatòries de l'època. Aquest mateix any Lucid va ser seleccionada per a formar part del Cos d'Astronautes. De les sis dones en aquesta primera classe amb astronautes femenines, Lucid era l'única que era mare en el moment de ser seleccionada.
El primer vol espacial de Lucid va ser el juny de 1985 en la missió STS-51-G del transbordador espacial Discovery. També va volar en missions STS-34 el 1989, STS-43 el 1991 i la STS-58 el 1993.
El seu vol més reconegut va ser la missió STS-79, quan va passar 188 dies a l'espai, del 22 de març al 26 de setembre de 1996, incloent-hi 179 dies a bord del Mir, l'estació espacial russa. Tant des de com cap al Mir, va viatjar en el transbordador espacial Atlantis, que va ser llançat amb la missió STS-76 i va tornar a la STS-79. No s'esperava que la seva estada al Mir durés tant, però el seu retorn es va retardar dues vegades, estenent la seva estada unes sis setmanes. Durant la missió, va realitzar nombrosos experiments científics i de ciències físiques.
Com a resultat del seu temps a bord del Mir, va ocupar el rècord de més hores en òrbita per un no rus i la majoria de les hores en òrbita per una dona. El 16 de juny de 2007, Sunita Williams va superar el seu rècord de temps en l'espai estant a l'Estació Espacial internacional.
De 2002 a 2003, va ser la Científica en Cap de la NASA. Començant en 2005, Lucid va ser comunicadora de càpsula (CAPCOM) en el torn de planificació (durant la nit) en el control de missions per diverses missions de transbordadors espacials, incloent-hi: la STS-114, la STS-116, la STS-118, la STS-120, la STS-122, la STS-124, la STS-125, la STS-126, la STS-127, la STS-128, la STS-129, la STS-130, la STS-132, la STS-133, la STS-134 i la STS-135.
El 31 de gener de 2012 va anunciar la seva retirada de la NASA.